# Guzmania densiflora
Guzmania densiflora är en gräsväxtart som beskrevs av Carl Christian Mez. Guzmania densiflora ingår i släktet Guzmania och familjen Bromeliaceae. Inga underarter finns listade i Catalogue of Life.